# اولیویه کاسان
اولیویه کاسان (انگلیسی: Olivier Cassan؛ زادهٔ ۱ ژوئن ۱۹۸۴) بازیکن فوتبال اهل فرانسه است.
از باشگاه‌هایی که در آن بازی کرده‌است می‌توان به باشگاه فوتبال متس اشاره کرد.